# Syslog-ng
Syslog-ng ist eine Weiterentwicklung von Syslog mit dem Ziel, bekannte Schwachstellen zu beheben.
Syslog-ng bietet einheitliche Logging-Funktionen auf einer Vielzahl von Plattformen. Das ist von Bedeutung, da sich die standardmäßig im Betriebssystem enthaltenen Syslog-Programme in wesentlichen Details voneinander unterscheiden, wodurch der Aufbau eines homogenen Logging-Systems erschwert wird. Durch Installation von syslog-ng auf allen beteiligten Rechnern kann dieses Problem gelöst werden. Diese Eigenschaft ist ein großer Anreiz für den Einsatz und die Verbreitung des Programms.
Syslog-ng wird aufgrund seiner weiten Verbreitung von vielen anderen Syslog-Implementierungen als Referenz verwendet.
Eine Alternative zu Syslog-ng ist Rsyslog oder der in systemd enthaltene daemon journald.